# Isla Buromski

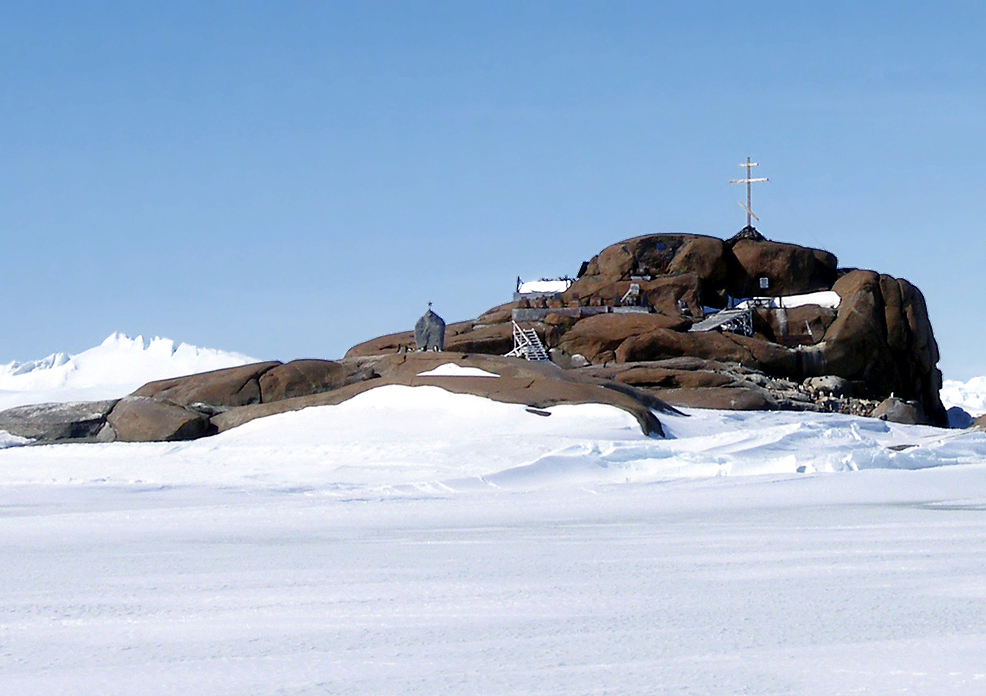
Vista del cementerio y la piedra de Ivan Khmara en la isla.

La isla Buromskiy es una pequeña isla situada a 0,6 km (0,37 millas) al sur de la isla Haswell en las islas Haswell de la Antártida. Mide alrededor de 200 m de largo y 100 m de ancho, y fue descubierta y cartografiada por la Expedición Antártica Australasiana bajo la dirección de Douglas Mawson (1911–1914). Fue fotografiada por la expedición soviética de 1958 y recibió el nombre de N.I. Buromskiy, hidrógrafo de la expedición, que perdió su vida en la Antártida en 1957. Se encuentra a 2,7 km al norte de punta Mabus, el sitio de la Base Mirni de Rusia.

## Lugares y monumentos históricos

### Cementerio de la isla Buromskiy
La isla tiene un cementerio para varios ciudadanos de la Unión Soviética, Checoslovaquia, la República Democrática Alemana y Suiza que murieron en el desempeño de sus funciones mientras servían como miembros de las expediciones antárticas soviéticas y rusas. Ha sido designado como Sitio y Monumento Histórico de la Antártida con la signatura «HSM 9» a raíz de una propuesta de Rusia en la Reunión Consultiva del Tratado Antártico.

### La piedra de Ivan Khmara
Una piedra con una placa inscrita conmemora a Ivan Khmara, un conductor-mecánico de la primera Expedición Antártica Soviética, que murió mientras cumplía tareas en el hielo fijo el 21 de enero de 1956. La piedra fue erigida originalmente en la cercana punto Mabus, pero fue trasladada a la isla Buromskiy en 1974 debido a la actividad de construcción en Mirni. La piedra de Ivan Khmara ha sido designada como Sitio o Monumento Histórico (HSM 7) a raíz de una propuesta de Rusia en la Reunión Consultiva del Tratado Antártico.

## Reclamación territorial
La isla es reclamada por Australia como parte del Territorio Antártico Australiano, pero esta reclamación está sujeta a las disposiciones del Tratado Antártico. El país reclamante la denomina Buromskiy Island.